# (2613) Plzeň
(2613) Plzeň es un asteroide perteneciente al cinturón de asteroides, descubierto el 30 de agosto de 1979 por Ladislav Brožek desde el Observatorio Kleť, České Budějovice, República Checa.

## Designación y nombre
Designado provisionalmente como 1979 QE. Fue nombrado Plzeň en homenaje a Pilsen ciudad checa.